# Veille sociétale
 (mars 2021).
Si vous disposez d'ouvrages ou d'articles de référence ou si vous connaissez des sites web de qualité traitant du thème abordé ici, merci de compléter l'article en donnant les références utiles à sa vérifiabilité et en les liant à la section « Notes et références ».
 (mars 2021).
- Si vous ne connaissez pas le sujet, laissez ce bandeau (vous pouvez alors contacter les auteurs).
- Si vous supprimez le contenu mis en cause (vous pouvez préalablement contacter les auteurs),

argumentez précisément cette suppression dans la page de discussion
(un manque de référence n'est pas un argument ; une recherche réelle de référence doit avoir été effectuée, être formellement documentée).
La veille sociétale est une forme de veille qui s'applique plus particulièrement aux questions de société.
En ce sens, une personne qui fait ce type de veille doit :
- avoir des qualités d'intuition et surtout de discernement, car la veille s'appuie sur des méthodes quelquefois empiriques, plus que sur des raisonnements strictement scientifiques,

- être à l'affût des nouvelles tendances grâce au repérage des « signaux faibles » et d'éventuelles indiscrétions,

- détecter « l'air du temps », saisir les changements, et anticiper les comportements.

En milieu professionnel, on peut considérer que la veille sociétale fait partie d'une démarche d'intelligence économique. Elle peut s'effectuer efficacement dans le cadre de la stratégie de responsabilité sociétale d'une entreprise, ou de la stratégie de développement durable d'un territoire tel qu'une région.
En entreprise, pour que ce travail soit efficace, il est nécessaire de :
- disposer d'un vaste réseau de personnes capables d'analyser le contexte de l'entreprise, de détecter tout type d'informations en provenance du marché, et des parties prenantes,
- d'analyser ces informations pour détecter les sophismes, éviter tout bruit ou rumeur non fondés,
- et de structurer ces informations dans un référentiel normé et correctement partagé entre les employés de l'entreprise.

La veille sur le web est aussi un moyen de collecter et de valider par croisements une masse importante d'informations à caractère sociétal. Elle nécessite des moyens informatiques complexes et structurés.
De plus la veille sociétale permet de s'informer sur les sondages et les conditions de vente pour influencer le maximum de cible dans la société